# Jean Chastellain

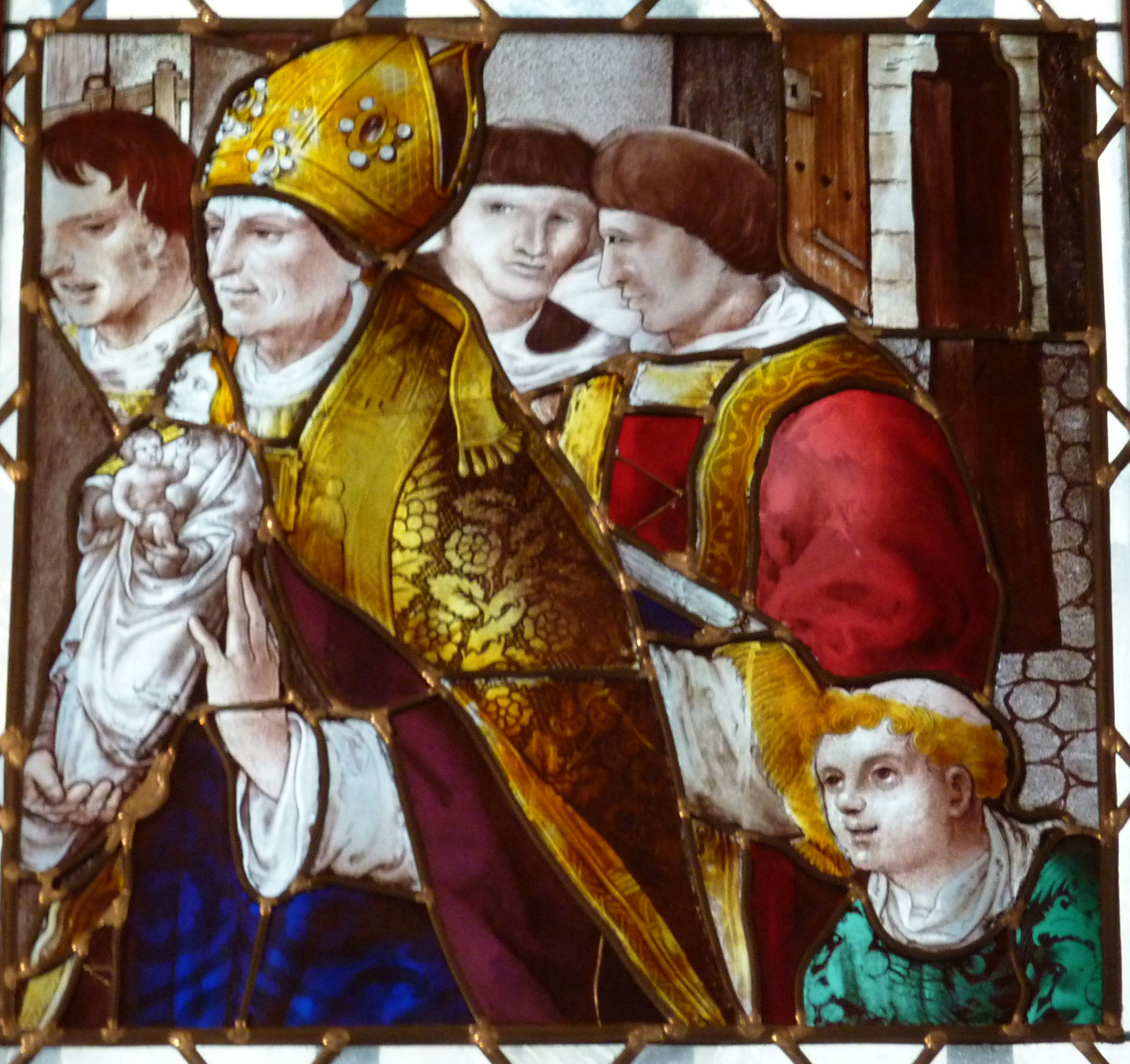
Fragment einer Bleiglasscheibe im Museum Carnavalet, ehemals in der Kirche Saint-Gervais-Saint-Protais in Paris

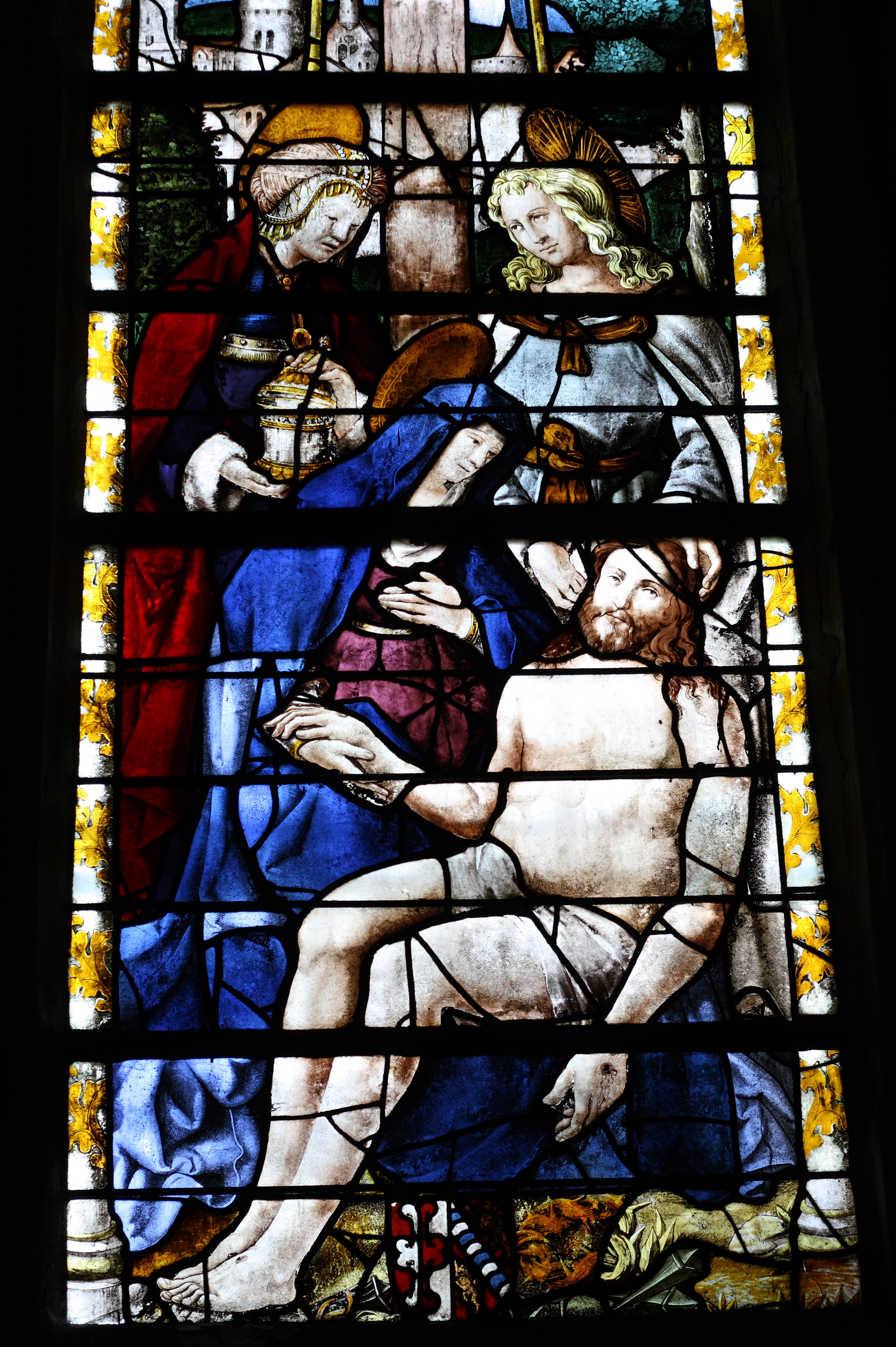
Bleiglasfenster in der Kirche Saint-Martin in Herblay-sur-Seine, mit Signatur am Salbgefäß

Jean Chastellain (* um 1490; † um 1542) war ein französischer Glasmaler der Renaissance.

## Leben und Wirken
Der Name Jean Chastellain wird 1527 in Rechnungen für Glasfenster erwähnt, die er für Profanbauten und die Kapellen der Schlösser von Fontainebleau und Villers-Cotterêts geschaffen hatte. Zwei weitere Fenster, die Südrosette von 1532 und das Fenster mit der Darstellung des ungläubigen Thomas (l'Incrédulité de saint Thomas) von 1533, beide in der Kirche Saint-Germain-l’Auxerrois in Paris, können ihm anhand von Dokumenten zugeschrieben werden. Im Jahr 1531 schuf er für die Kirche Saint-Gervais-Saint-Protais in Paris eines seiner bedeutendsten Fenster, La Sagesse de Salomon (Salomons Weisheit).
Bis zu seinem Tod erhielt Jean Chastellain Aufträge für die königlichen Bauten. Weitere Aufträge für  Kirchenfenster sind erst für das Jahr 1540 belegt. Für die Kirche Saint-Étienne-du-Mont schuf er das Fenster Saint-Nom de Jesus (Heiliger Name Jesu) mit Szenen der Heiligen Dreifaltigkeit und der Steinigung des hl. Stephanus. In der Kirche Saint-Merry haben sich in den Fenstern mit Szenen aus dem Leben des Apostels Petrus mehrere von Jean Chastellain geschaffene Scheiben erhalten, die im 19. Jahrhundert von Prosper Lafaye wieder zusammengesetzt wurden. 
Jean Chastellain, der vom  Stil Raffaels beeinflusst war, arbeitete häufig nach Kartons von Noël Bellemare.
Laurent Marchant, der Schwiegersohn von Jean Chastellain, verwendete dessen Kartons für das Fenster L’offrande des reliques de Jean Baptiste à Guillaume de Champagne in der Kirche Saint-Jean-Baptiste in Nemours, was Guy-Michel Leproux dazu verleitete, dieses Fenster fälschlich Jean Chastellain zuzuschreiben.
In der Kirche Saint-Martin in Herblay-sur-Seine befindet sich ein Fenster mit der Darstellung einer Pietà, auf dem die Signatur CHASTELLAIN am oberen Rand des Salbgefäßes der Maria Magdalena zu erkennen ist.

## Werke
- um 1517: Vie de la Vierge (Marienleben), Fenster 0, 1 und 2, in der Kirche Saint-Gervais-Saint-Protais in Paris
- 1530: Südrosette in der Kirche Saint-Germain-l’Auxerrois in Paris
- um 1528/30: Beweinung Christi, 170 × 115 cm, heute Antwerpen, Königliches Museum der Schönen Künste, Inv. Nr. 999[2]
- um 1530/35: Procession de Notre-Dame d'Argent, ehemals in der Kirche Saint-Gervais-Saint-Protais, heute im Musée Carnavalet, nach Kartons von Noël Bellemare
- 1531: La Sagesse de Salomon (Salomons Weisheit), Fenster 16, in der Kirche Saint-Gervais-Saint-Protais, nach Kartons von Noël Bellemare, 1868/70 von Joseph Félon restauriert
- 1532/33: L'Incrédulité de saint Thomas (der ungläubige Thomas), Fenster 120, in der Kirche Saint-Germain-l’Auxerrois, nach Kartons von Noël Bellemare
- 1540: Saint-Nom de Jesus (Heiliger Name Jesu), Fenster 101, in der Kirche Saint-Étienne-du-Mont in Paris, nach Kartons von Noël Bellemare
- um 1540: Fenster 110/112/114 mit Szenen der Predigt, der Gefangennahme der Apostel und dem Leben des Apostels Petrus, in der Kirche Saint-Merry in Paris, nach Kartons von Noël Bellemare

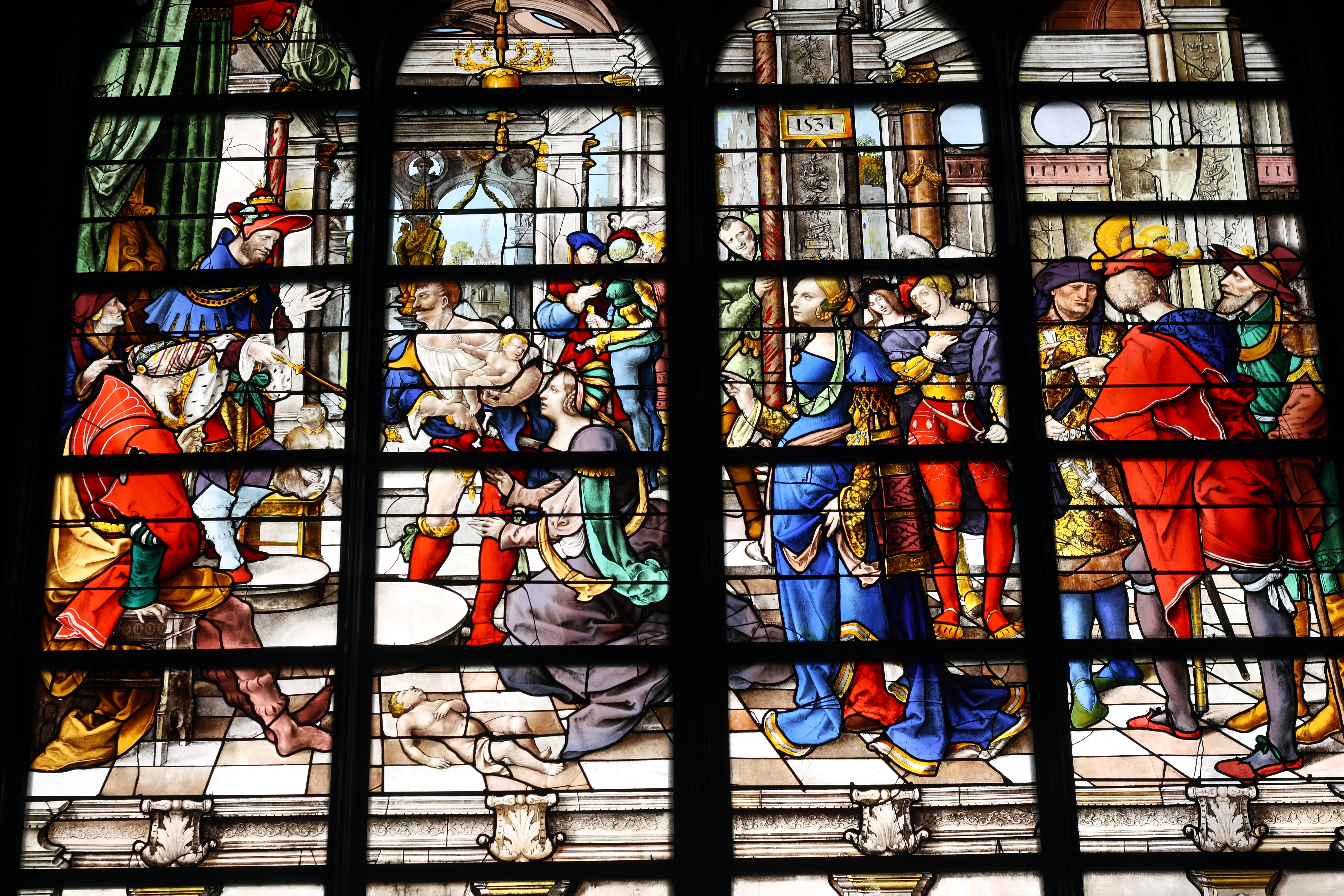
Salomons Weisheit
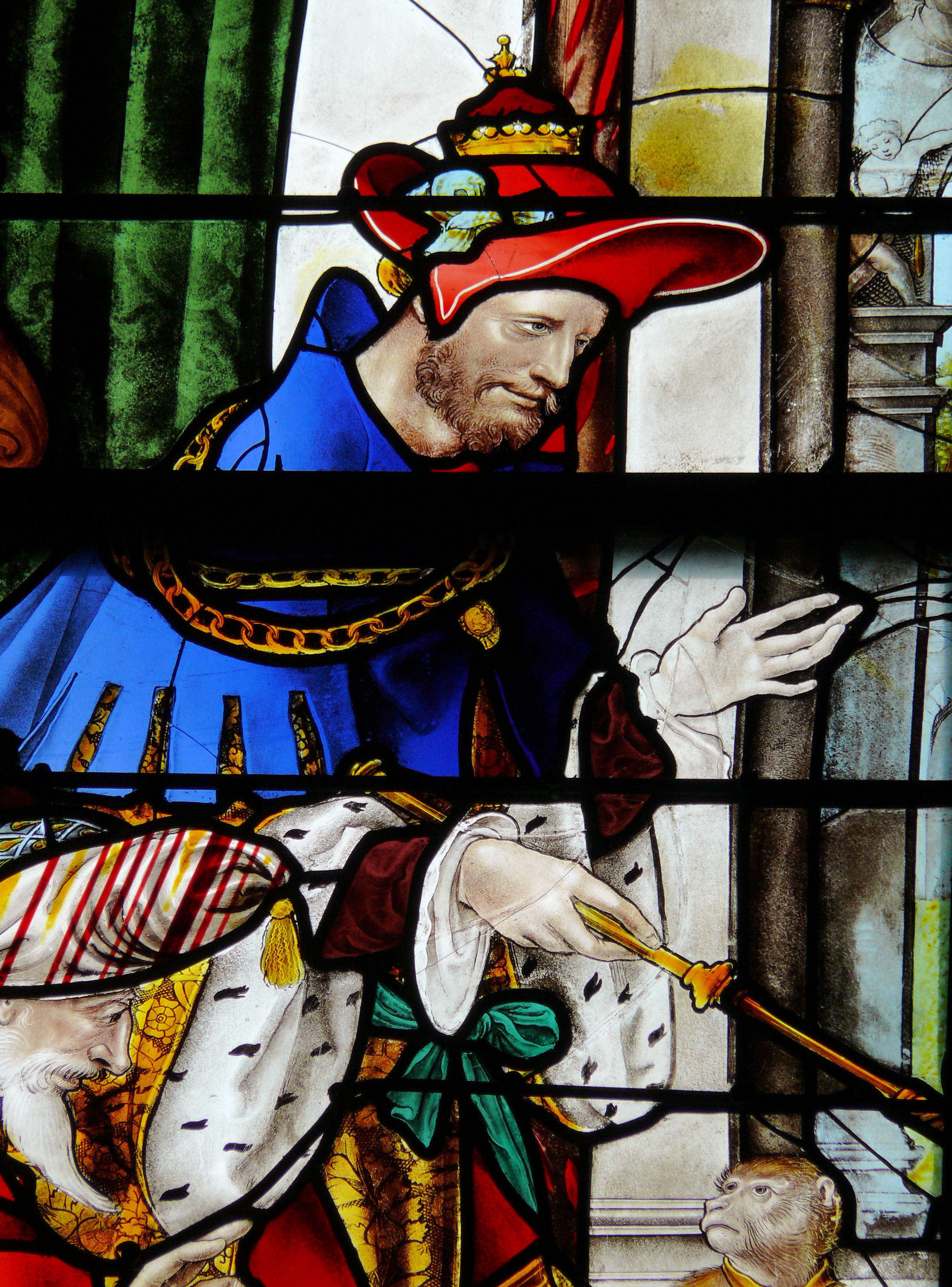
Salomons Weisheit
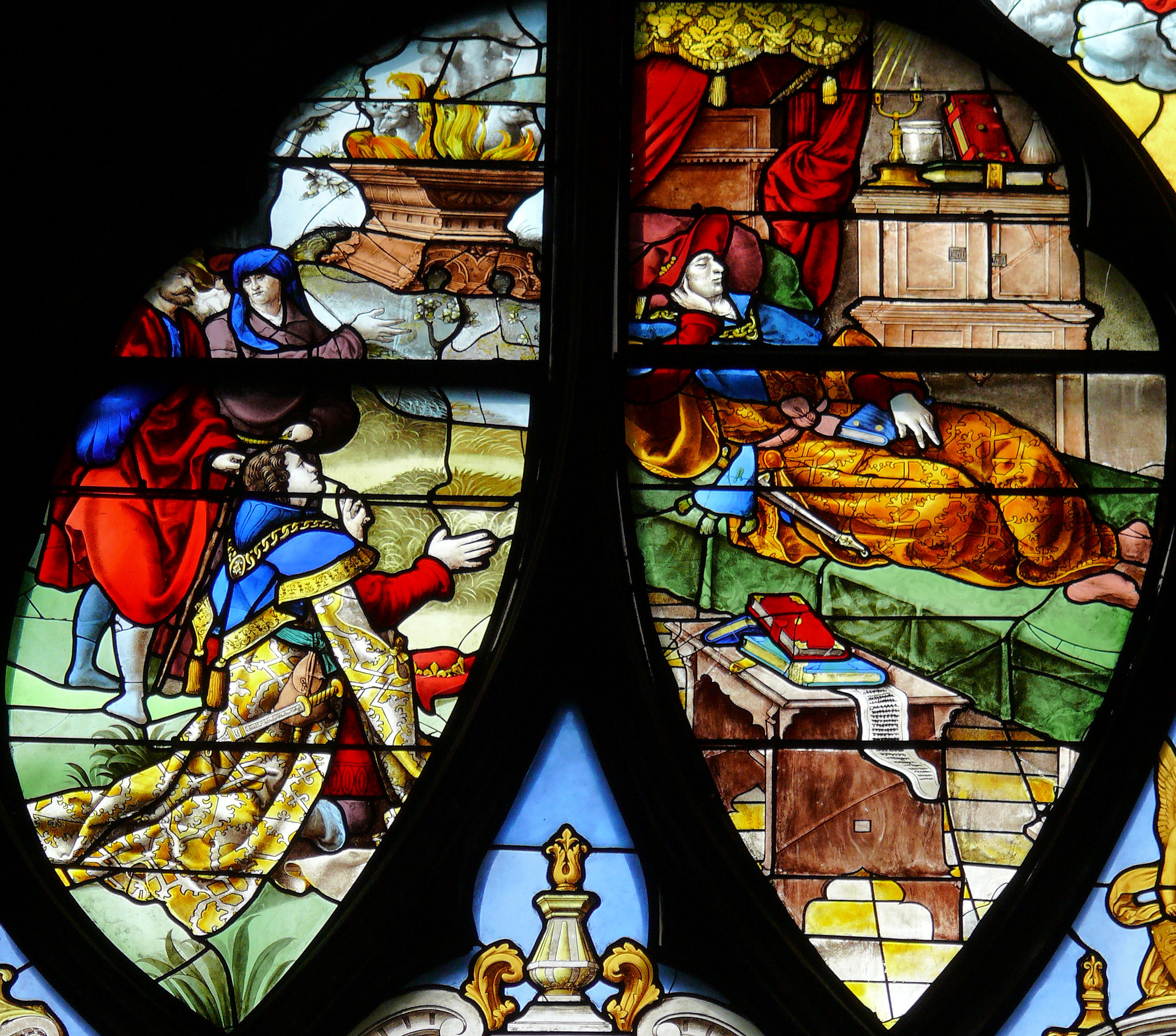
Salomons Weisheit
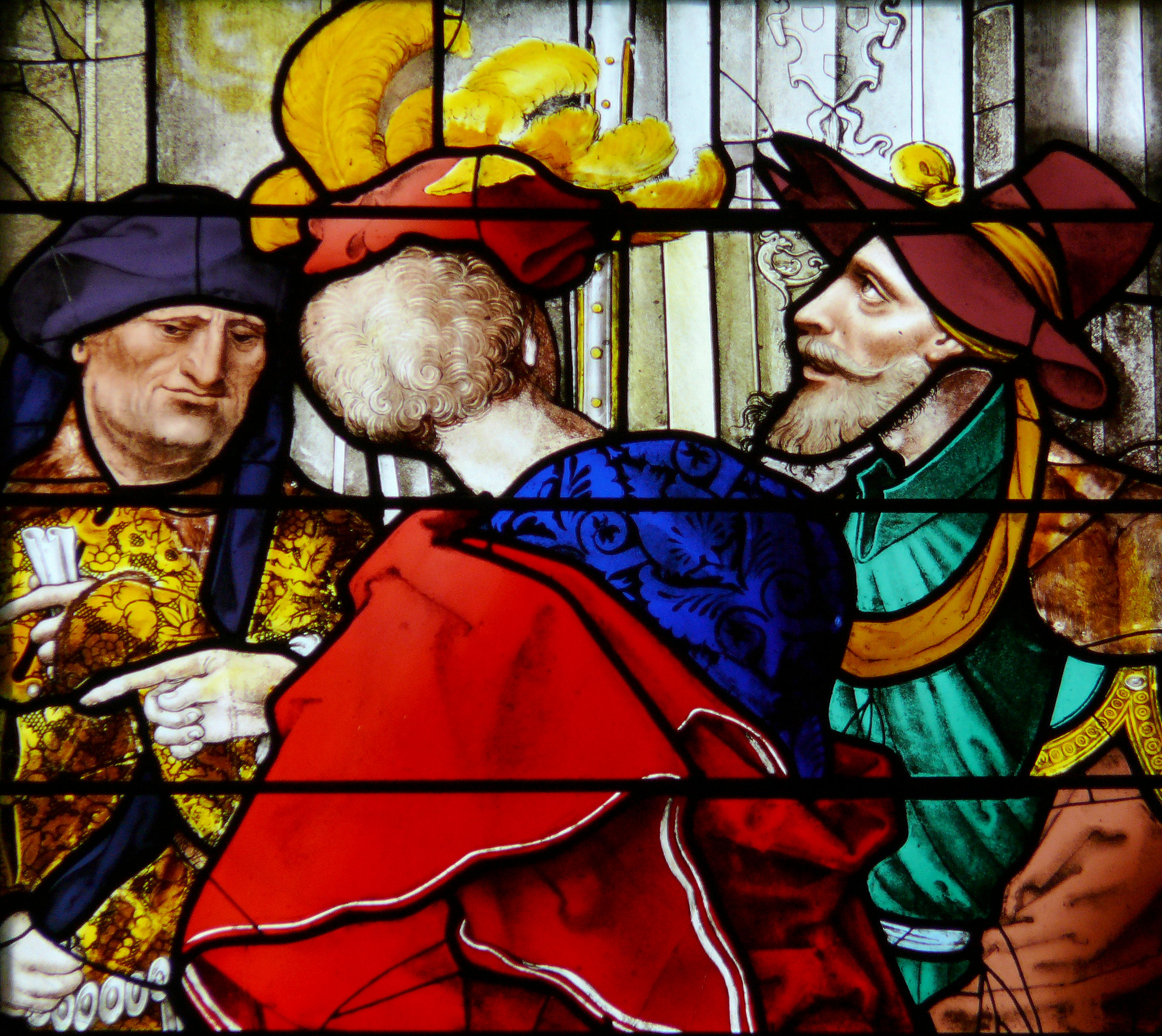
Salomons Weisheit